# Liste von Bergwerken im Kreis Soest

Städte und Gemeinden im Kreis Soest

Die Liste von Bergwerken im Kreis Soest umfasst die stillgelegten Bergwerke im Kreis Soest, Nordrhein-Westfalen.

## Liste

### Möhnesee
| Name   | Ortsteil | Bergrevier | Anmerkungen                                                                           | Lage | Beginn     | Ende | Bild |
| ------ | -------- | ---------- | ------------------------------------------------------------------------------------- | ---- | ---------- | ---- | ---- |
| Sappho | Neuhaus  | Arnsberg   | Eisen; Grubenfeld im Arnsberger Wald (bei Haus Neuhaus); kein Abbau; lediglich Schurf |      | 1875-05-12 |      |      |

### Rüthen
| Name                     | Ortsteil                       | Bergrevier | Anmerkungen                                                                           | Lage | Beginn        | Ende | Bild |
| ------------------------ | ------------------------------ | ---------- | ------------------------------------------------------------------------------------- | ---- | ------------- | ---- | ---- |
| Adam I                   | Rüthen                         | Brilon     | Marmor                                                                                |      | 1863 (um)     |      |      |
| Auerhahn / Friedrich ?   | Rüthen                         | Brilon     | Blei                                                                                  |      | 1863 (um)     |      |      |
| Ballermann I             | Rüthen / Suttrop               | Brilon     | Mangan                                                                                |      | 1888 (um)     |      |      |
| Birkhahn                 | Altenrüthen                    | Brilon     | Blei, Schwefelkies                                                                    |      | 1859 (um)     |      |      |
| Bleiberg I               | Kallenhardt                    | Brilon     | Kupfer                                                                                |      | 1881 (um)     |      |      |
| Bock                     | Rüthen                         | Brilon     | Eisen, Alaun, Vitriol; am Schneringerberg in der Nähe des Sägewerks                   |      | 1871 (um)     |      |      |
| Bredelar                 | Kallenhardt                    | Brilon     | Eisen                                                                                 |      | 1848 (vor/um) |      |      |
| Cruberg                  | Rüthen                         | Brilon     | Marmorn                                                                               |      | 1863 (um)     |      |      |
| Drewer                   | Drewer                         | Brilon     | Marmorn                                                                               |      | 1864 (um)     |      |      |
| Drostenberg              | Kallenhardt                    | Brilon     | Mühlsteinen                                                                           |      | 1854 (um)     |      |      |
| Eva 1                    | Rüthen                         | Brilon     | Marmor                                                                                |      | 1863 (um)     |      |      |
| Ferdinand                | Kallenhardt / Suttrop          | Brilon     | Alaun, Schwefelkies                                                                   |      | 1872 (um)     |      |      |
| Forsthaus                | Rüthen                         | Brilon     | Eisen                                                                                 | Lage |               |      |      |
| Fortuna                  | Kallenhardt / Rüthen           | Brilon     | Blei                                                                                  |      | 1882 (um)     |      |      |
| Frankenburg              | Kallenhardt                    | Brilon     | Eisen                                                                                 | Lage |               |      |      |
| Graf Moltke              | Kallenhardt                    | Brilon     | Schwefelkies                                                                          |      | 1873 (um)     |      |      |
| Heide                    | Kallenhardt                    | Brilon     | Eisen; auf der linken Seite der Möhne                                                 |      | 1849 (um)     |      |      |
| Hermann                  | Rüthen                         | Brilon     | Eisen; auf der linken Seite der Möhne                                                 |      | 1855 (vor)    |      |      |
| Hoffnung                 | Kallenhardt / Rüthen           | Brilon     | Blei, Kupfer; auf dem Lörshagen                                                       |      | 1861 (um)     |      |      |
| Hubert(us)               | Kallenhardt                    | Brilon     | Blei; Schacht mit zwei Sohlen                                                         |      | 1859 (um)     |      |      |
| Josephine                | Kallenhardt                    | Brilon     | Eisen; auch Josefine geschrieben; evtl. identisch mit Frankenburg; auf der Eisenkuhle | Lage | 1400 (um)     |      |      |
| Königsufer               | Rüthen                         | Brilon     | Eisen; auf der linken Seite der Möhne                                                 |      | 1855 (vor)    |      |      |
| Kreuzberg II             | Altenrüthen / Rüthen / Suttrop | Brilon     | Schwefelkies                                                                          |      | 1871 (um)     |      |      |
| Krieg                    | Rüthen                         | Brilon     | Eisen; auf der linken Seite der Möhne                                                 |      | 1855 (vor)    |      |      |
| Kupferberg               | Kallenhardt / Rüthen           | Brilon     | Kupfer                                                                                |      | 1890 (um)     |      |      |
| Ludwig                   | Kallenhardt / Suttrop          | Brilon     | Kupfer                                                                                |      | 1886 (um)     |      |      |
| Lütke                    | Rüthen                         | Brilon     | Eisen; auf der linken Seite der Möhne                                                 |      | 1855 (vor)    |      |      |
| Morgengruss              | Rüthen / Altenrüthen / Suttrop | Brilon     | Blei                                                                                  |      | 1871 (um)     |      |      |
| Morgenstern              | Kallenhardt                    | Brilon     | Schwefelkies                                                                          |      | 1873 (um)     |      |      |
| Philipp                  | Rüthen                         | Brilon     | Eisen; auf der rechten Seite der Möhne oberhalb Rüthen                                |      | 1846 (vor/um) |      |      |
| Regulator                | Altenrüthen / Drewer           | Brilon     | Alaun                                                                                 |      | 1890 (um)     |      |      |
| Rüthener Sandsteingruben | Rüthen                         | Brilon     | Sandstein                                                                             |      | 1853 (um)     |      |      |
| Schreckenstein           | Kallenhardt                    | Brilon     | Eisen; am Hohlenstein                                                                 |      | 1849 (vor/um) |      |      |
| Silverus                 | Kallenhardt                    | Brilon     | Eisen; am Bingerwege                                                                  |      | 1846 (vor/um) |      |      |
| St. Maria                | Rüthen                         | Brilon     | Marmor                                                                                |      | 1863 (um)     |      |      |
| Volmar                   | Kallenhardt                    | Brilon     | Eisen; am Biesenberge                                                                 |      | 1847 (um)     |      |      |

### Warstein
| Name                    | Ortsteil                   | Bergrevier | Anmerkungen | Lage | Beginn        | Ende | Bild |
| ----------------------- | -------------------------- | ---------- | --- | ---- | ------------- | ---- | ---- |
| Abraham                 | Warstein                   | Brilon     | Eisen |      | 1853 (vor)    |      |      |
| Adolphine               | Belecke                    | Brilon     | Eisen |      | 1846 (vor/um) |      |      |
| Adoni                   | Warstein                   | Brilon     | Eisen; am Stillenberg |      | 1855 (vor)    |      |      |
| Alouisia                | Suttrop                    | Brilon     | Eisen; auch Aloisia geschrieben; kleines Grubenfeld |      | 1840 (vor)    |      |      |
| Alter Knick             | Warstein                   | Brilon     | Eisen; bei Warstein; kleines Grubenfeld |      | 1855 (vor)    |      |      |
| Besten Hennes           | Warstein                   | Brilon     | Kupfer |      | 1873 (um)     |      |      |
| Bilstein                | ?                          | Brilon     | Eisen; evtl. identisch mit David |      |               |      |      |
| Bismarck                | Warstein                   | Brilon     | Schwefelkies |      | 1873 (um)     |      |      |
| Bleiberg                | Suttrop / Kallenhardt      | Brilon     | Blei, Zink |      | 1867 (um)     |      |      |
| Carl                    | Warstein                   | Brilon     | Eisen; bei Warstein; kleines Grubenfeld |      | 1855 (vor)    |      |      |
| Carolina                | Suttrop                    | Brilon     | Eisen |      | 1847 (vor/um) |      |      |
| Christian               | Warstein                   | Brilon     | [ 6 ] [ 7 ] | Lage | 1855 (vor)    |      |      |
| Christophel             | Warstein                   | Brilon     | Schwefelkies |      | 1873 (um)     |      |      |
| David / Christiansglück | Warstein / Hirschberg      | Brilon     | Eisen, Schwefelkies; baut auf Eisenerzlagern David, Eugen und Flora; anfänglich Tagebau, dann Stollen mit mehr als 300 m Länge mit Gesenk; Lager Flora durch 4 Tagesschächte aufgeschlossen; größte Teufe 80 m | Lage | 1873 (um)     | 1949 |      |
| Eisenkaulen             | Suttrop ?                  | Brilon     | Eisen; südlich von Bohnenburg |      | 1855 (vor)    |      |      |
| Elisabeth               | Suttrop / Warstein         | Brilon     | Eisen, Marmor; kleines Grubenfeld |      | 1855 (vor)    |      |      |
| Elisabeth 2             | Warstein                   | Brilon     | Marmor |      |               |      |      |
| Enneke                  | Warstein                   | Brilon     | Marmor |      | 1864 (um)     |      |      |
| Flinz                   | Warstein                   | Brilon     | Marmor |      | 1864 (um)     |      |      |
| Flinz 2                 | Warstein                   | Brilon     | Marmor |      |               |      |      |
| Formkasten              | Warstein / Suttrop         | Brilon     | Mangan |      | 1888 (um)     |      |      |
| Fritz Fischer           | Kallenhardt / Rüthen       | Brilon     | Alaun, Schwefelkies |      | 1872 (um)     |      |      |
| Georg / Hohofen         | Warstein                   | Brilon     | Eisen; auch Georg am grünen Ufer genannt; östl. Kahlenbergsköpfe und unterhalb Quellmulde; nordwestlich von Warstein am Grünen Ufer                                                                            |      | 1846 (um)     |      |      |
| Glensberg               | Suttrop                    | Brilon     | Marmor |      | 1864 (um)     |      |      |
| Glückauf                | Suttrop                    | Brilon     | Schwefelkies |      | 1872 (um)     |      |      |
| Großer Hermann          | Suttrop                    | Brilon     | Schwefelkies |      | 1866 (um)     |      |      |
| Gustav                  | Suttrop / Belecke / Drewer | Brilon     | Mangan |      | 1888 (um)     |      |      |
| Gute Hoffnung           | Warstein / Belecke         | Brilon     | Schwefelkies |      | 1871 (um)     |      |      |
| Heinrich                | Belecke                    | Brilon     | Schwefelkies, Blei, Zink, Kupfer |      | 1857 (um)     |      |      |
| Helene I                | Warstein                   | Brilon     | Mangan, Kupfer |      | 1886 (um)     |      |      |
| Helas                   | Suttrop                    | Brilon     | Marmor |      | 1862 (um)     |      |      |
| Hillenberg              | Warstein                   | Brilon     | Marmor |      | 1864 (um)     |      |      |
| Hirschfeld              | Warstein                   | Brilon     | Eisen |      | 1849 (um)     |      |      |
| Hochofen hinterm Schorn | Warstein                   | Brilon     | Eisen; nördl. von Warstein |      | 1855 (vor)    |      |      |
| Jellachich              | Suttrop                    | Brilon     | Eisen |      | 1850 (um)     |      |      |
| Johanne I               | Suttrop                    | Brilon     | Marmor, Kupfer |      | 1863 (um)     |      |      |
| Johannes                | Belecke                    | Brilon     | Blei |      | 1847 (um)     |      |      |
| Johannes II             | Warstein                   | Brilon     | Mangan |      | 1867 (um)     |      |      |
| Johannes IV             | Warstein                   | Brilon     | Schwefelkies, Blei, Kupfer |      | 1864 (um)     |      |      |
| Klugheit                | Suttrop                    | Brilon     | Eisen |      | 1849 (um)     |      |      |
| Kordesgrube             | Suttrop                    | Brilon     | Schwefelkies |      | 1861 (um)     |      |      |
| Kunigunde               | Warstein                   | Brilon     | Eisen; südwestlich von Warstein |      |               |      |      |
| Manteufel               | Suttrop                    | Brilon     | Eisen |      | 1850 (um)     |      |      |
| Marsfeld                | Hirschberg                 | Brilon     | Schiefer; 80 m langer Stollen; ca. 100 m² große Abbaukammer; 10 Belegschaftsmitglieder | Lage | 1858          |      |      |
| Marsfeld II             | Hirschberg                 | Brilon     | Schiefer |      | 1859          |      |      |
| Martinus                | Warstein                   | Brilon     | Eisen; Teufe mind. 16 m;1,5 km nördlich von Warstein; am Stillenberg | Lage | 1890 (vor)    |      |      |
| Missgunst               | Suttrop / Rüthen           | Brilon     | Eisenam Glensberge an der Glenne, wo die Straße von Suttrop nach Rüthen hinüberführt |      | 1846 (vor/um) |      |      |
| Napoleon                | Suttrop                    | Brilon     | Eisen |      | 1853 (um)     |      |      |
| Nicomedus               | Suttrop                    | Brilon     | Eisen |      | 1846 (vor/um) |      |      |
| Olmütz                  | Suttrop                    | Brilon     | Eisen |      | 1849 (vor/um) |      |      |
| Pesth                   | Suttrop                    | Brilon     | Eisen; Konsolidation |      | 1849 (um)     |      |      |
| Philemon                | Warstein                   | Brilon     | Eisen; bei Warstein; kleines Grubenfeld |      | 1855 (vor)    |      |      |
| Prag                    | Suttrop                    | Brilon     | Eisen; Konsolidation |      | 1850 (um)     |      |      |
| Radezki                 | Suttrop                    | Brilon     | Eisen; Konsolidation |      | 1850 (um)     |      |      |
| Rom                     | Warstein                   | Brilon     | Roteisen, am Oberhagen direkt an die St. Wilhelmshütte anschließend. Zunächst im Tage-, dann im Stollenbau Abbau von Roteisenstein mit einem Eisengehalt von 40 bis 60 %                                       | Lage | 1756 (vor)    | 1850 |      |
| Rothland                | Warstein                   | Brilon     | Brauneisenstein; bei Warstein; kleines Grubenfeld |      | 1855 (vor)    |      |      |
| Selinde                 | Suttrop / Warstein         | Brilon     | Blei, Zink |      | 1888 (um)     |      |      |
| Siebenstern             | Warstein                   | Brilon     | Eisen; am östlichen Abhang des Kahlenbergs | Lage |               |      |      |
| Sobiesky                | Warstein                   | Brilon     | Eisen |      | 1852 (um)     |      |      |
| Sophia                  | Suttrop                    | Brilon     | Eisen, Marmor; kleines Grubenfeld |      | 1855 (vor)    |      |      |
| Sophia I                | Warstein                   | Brilon     | Schwefelkies |      | 1873 (um)     |      |      |
| St. Christoph(erus)     | Warstein                   | Brilon     | Eisen; am Hanscheidts Kopf; Pingen nördlich von Warstein |      | 1830          |      |      |
| Stahlberg               | Warstein                   | Brilon     | Brauneisenstein; bei Warstein; kleines Grubenfeld |      | 1855 (vor)    |      |      |
| Südbruch                | Suttrop                    | Brilon     | Eisen; auch Suttbruch genannt; 1 km südöstl. des Ortes; baut auf den Eisenerzlagern Südbruch, Wilhelm, Carl, Philemon, Knick, Leander, Elisabeth und Aloysia                                                   | Lage | 1847 (vor/um) |      |      |
| Ulrich I                | Belecke / Drewer           | Brilon     | Solquelle |      | 1866 (um)     |      |      |
| Unruh                   | Warstein                   | Brilon     | Eisen |      | 1850 (um)     |      |      |
| Wien                    | Suttrop                    | Brilon     | Eisen |      | 1849 (um)     |      |      |
| Wilhelm                 | Warstein                   | Brilon     | Eisen; bei Warstein; kleines Grubenfeld |      | 1855 (vor)    |      |      |
| Windischgräz            | Suttrop                    | Brilon     | Eisen |      | 1849 (um)     |      |      |
| Wrangel                 | Suttrop                    | Brilon     | Eisen; Konsolidation |      | 1850 (um)     |      |      |
| Zuversicht              | Suttrop                    | Brilon     | Eisen |      | 1846 (um)     |      |      |